# Tiene (Sprache)
Tiene (auch Kitiene, Kitiini und Tende) ist eine Bantusprache, die in der Provinz Bandundu der Demokratischen Republik Kongo um die Stadt Bolobo verbreitet ist. Zu Beginn des 21. Jahrhunderts wurde Tiene von schätzungsweise 24.500 Menschen gesprochen.

## Klassifikation
Tiene bildet mit den Sprachen Boma, Ding, Mfinu, Mpuono und Yansi die Yanzi-Gruppe. Nach der Einteilung von Malcolm Guthrie gehört Tiene zur Guthrie-Zone B80.